# Kanadský Bill
Kanadský Bill (1877–1879, Der Kanada-Bill) je povídkový cyklus dobrodružných povídek německého spisovatele Karla Maye, k jehož napsání jej inspiroval život amerického falešného hráče karet Williama Jonese (1837–1877), zvaného Canada Bill Jones, původem anglického cikána z Yorkshire.

## Vznik a vývoj povídkového cyklu
Karel May napsal o Kanadském Billovi nejprve povídku Selfman (Ein Self-man), kterou vydal pod pseudonymem Emma Pollmerová v časopise Frohe Stunden v letech 1877–1878 a ve které zločince se zálesákem Timem Summerlandem pronásleduje budoucí americký prezident Abraham Lincoln. Následovala povídka o smrti Kanadského Billa Zmrtvýchvstání (Von Tode erstanden), která vyšla roku 1878 opět v časopise Frohe Stunden a rovněž pod pseudonymem Emma Pollmerová. Roku 1879 May přepracoval povídku Selfman a pod názvem Three carde monte jí vydal v časopise Deutscher Hausschatz.
Povídky Three carde monte a Zmrtvýchvstání pak May zařadil roku 1894 do druhého dílu svého románu Old Surehand do řady vyprávění zálesáckých historek v podniku U matky Thickové v Jefferson City. Roku 1921 nakladatelství Karl-May-Verlag vydalo v rámci Sebraných spisů Karla Maye Old Surehanda ve dvou dílech, protože povídky, kterými je vyplněn druhý díl románu, vydalo samostatně ve svazku Kapitán Kajman (Kapitän Kaiman).
Původní povídku Selfman vydává nakladatelství Karl-May-Verlag v 71. svazku sebraných spisů Old Firehand pod názvem A Self-Made Man a původní povídku Zmrtvýchvstání v 84. svazku spisů Páter Bowie (Der Bowie-Pater).

## Obsah povídek

### Selfman
Zálesák Tim Summerland narazí při svých cestách divočinou na Abrahama Lincolna, který se v té době živí jako dřevorubec. Společně plaví vor a přitom zjistí, že pevnost Fort Gibson byla přepadena a vyrabována indiány. Narazí rovněž na bílého muže, který indiány k útoku na pevnost podnítil. V přestřelce je Timem střelen a ponechán na místě jako mrtvý. Lincoln v něm pozná nechvalně známého Kanadského Billa.
O pár let později potká Tim svou dávnou přítelkyni, černošku Betty Kronerovou, jejíž děti unesl obchodník s otroky. Tim se opět setká s Lincolnem, ze kterého se mezitím stal právník a který po tomto únosci  právě pátrá. Společně jej naleznou a u něj objeví i Kanadského Billa, který děti koupil. Děti jsou osvobozeny a únosce zatčen. Proti Kanadskému Billovi však nejsou žádné důkazy. Betty dostává své děti zpět a Tim se s ní ožení.

### Three carde monte
Tim Kroner, později zvaný Colorado Man, žije s rodiči na farmě v Arkansasu a je zasnouben s Mary, dcerou jejich souseda Hammera. Na farmu přijede jakýsi William Jones a všechny zláká k hazardní karetní hře three carde monte. Protože hraje falešně, je z farmy vyhnán. O pár dní později, v době kdy jsou muži na nákupech, přepadne Jones z pomsty farmu a unese Mary. Tim, Timův otec a otec Mary jej pronásledují. Cestou se setkají s Abrahamem Lincolnem, který se k nim přidá a vysvětlí jim, že Jones je hledaný podvodník zvaný Kanada Bill. Jeho banda je dopadena a až na Billa jsou všichni zastřeleni. Bill ze zálohy zastřelí Mary a Timova otce a uprchne.
Timova matka brzy zemře zármutkem, Tim prodá farmu Hammerovi a začne se toulat v divočině. Opět se setká s Lincolnem a chce mu pomoci při kácení dřeva. Odjede si koupit sekeru do blízké pevnosti, kde objeví Kanadského Billa, jak hraje three carde monte s místními důstojníky, a odhalí jej jako falešného hráče. Důstojníci nechají Billa zbičovat a pak, protože proti němu neexistují žádné přímé důkazy o jeho zločinech, jej vyženou z pevnosti. Bill ze msty přemluví indiány z kmene Čoktó, aby společně s Komanči pevnost přepadli. Tim a Lincoln ale jeho záměry odhalí a vojáky v pevnosti varují. Indiáni jsou krvavě odraženi, ale Bill znovu uteče.
O pár let později se Tim doslechne o petrolejáři Guy Willmersovi, který je ženat s Betty, sestrou mrtvé Timovy snoubenky Mary. Vydá se je navštívit a cestou se setká s Lincolnem, který pátrá po podvodníkovi Holmanovi. U Willmerse najdou Holmana a Kanadského Billa. Holmana zajmou, Billa pro nedostatek důkazů vyženou. Bill Holmana osvobodí a společně zapálí petrolejový vrt. Holman je nakonec opět chycen, ale Bill zmizí. 
V pozdější úpravě vydané v knize Kapitán Kajman z nakladatelství Karl-May-Verlag není Willmers petrolejář ale farmář a Holman s Billem mu zapálí stodolu.

### Zmrtvýchvstání
Obsah povídky je vyprávěn podle její verze z knihy Kapitán Kajman, kde je uvedena pod názvem Nuggetový doktor (Der Nugget-Arzt). V misii Santa Lucia u Sacramenta žije seňor Carlos s dcerou Anitou, kterou miluje mladík jménem Eduard. Do misie se přistěhuje doktor White, který zde založí jakousi nemocnici. White chce Anitu také za ženu a imponuje jejímu otci svým majetkem. Je uzavřena dohoda, že Eduard Anitu dostane, pokud do šesti měsíců vydělá tři tisíce dolarů. Po odchodu Eduarda přijde od misie lékárník Gromann, který zná Whiteho z minulosti pod jménem Walker a naznačuje, že ví něco o jeho nekalých činech. White jej proto zaměstná jako asistenta.
Po šesti měsících se Eduard opravdu objeví a na nádraží se setká s Whitem. Cestou do mise mu sdělí, že peníze skutečně získal, protože potkal Old Firehanda, který jej seznámil s náčelníkem Apačů Inču-čunou, a ten mu ukázal místo se zlatými nuggety. White na Eduarda vystřelí a okrade ho. Eduarda zachrání to, že se kulka zarazí o váček s nuggety. Old Firehand, který s Eduardem jel vlakem, tajně z vlaku vystoupil, protože mu byl z Eduardova vyprávění White podezřelý. Společně s Eduardem dojdou na misii, kde Whitea odhalí jako zločince Kanadského Billa. Pomůže jim v tom i Gromann, který je ve skutečnosti policista, pátrající po Kanadském Billovi. Nemocnice mu sloužila k tomu, aby okrádal své pacienty, kterým pomohl na onen svět. Kanadský Bill se pokusí uprchnout, ale je Old Firehandem sražen k zemi. Utrpí přitom zranění mozku, ze kterého se již nevzpamatuje a zemře ve svěrací kazajce.
V původní verzi povídky se doktor jmenuje Haffley a je po odhalení pověšen. V další verzi se Eduard setká s Old Shatterhandem a Vinnetouem, kteří byli v románu Old Surehand nahrazeni Old Firehandem a Inču-čunou.

## Česká vydání
Povídka Selfman vyšla česky pod názvem Abraham Lincoln v povídkové knize Old Firehand, kterou v překladu Jiřího Stacha vydalo roku 1991 pražské nakladatelství Olympia.
Povídky Three carde monte a Zmrtvýchvstání vyšly česky jednak jako součást románu Old Surehnad, jednak ve svazcích povídek z tohoto románu tak, jak byly uspořádány do svazku Kapitán Kajman v Sebraných spisech Karla Maye z nakladatelství Karl-May-Verlag. Jde o tato vydání:
- Old Surehand, Josef R. Vilímek, Praha 1902, přeložil J. K. Landa.
- Pirát, Vojtěch Šeba, Praha 1922, přeložil J. Šimon.
- Old Surehand, Toužimský a Moravec, Praha 1931, přeložil J. K. Landa.
- Kapitán Kajman, Olympia, Praha 1980, přeložil František Kafka.
- Kapitán Kajman, Kentaur, Praha 1990, přeložil František Kafka.
- Sam Firegun, GABI, Český Těšín, přeložil Pavel Juhász, povídka Zmrtvýchvstání je zde uvedena pod názvem Konec kanadského Billa.
- Old Surehand, Návrat, Brno 2006 až 2010, přeložil J. K. Landa.